# José Gabriel Rodríguez Novoa
José Gabriel Rodríguez Novoa (Cartagena de Indias, Bolívar; 10 de noviembre de 1995) es un futbolista colombiano, juega como delantero y su equipo actual es el Cancún FC de la Liga de Expansión MX.

## Trayectoria
Inicios
En sus inicios esta registrado en la sub-20 del Atlante en 2014, luego fue a jugar para Pioneros de Cancún.

### Cimarrones de Sonora
En 2015 iría al cuadro sonorense por un breve tiempo.

### Pioneros de Cancún
Nuevamente regresaría a con los Pioneros.

### Atlante Fútbol Club
En 2018 regresa al Atlante debutando el 15 de septiembre de 2018 ante Mineros de Zacatecas.

### Pioneros de Cancún: Tercera Etapa
Nuevamente regresaría al cuadro de Pioneros en 2019.

### Inter Playa del Carmen
Desde 2019 esta con el Inter Playa del Carmen, hasta 2021.

### Alacranes de Durango
Para ese mismo año del 2021 llegaría al cuadro de los alacranes en el cual estaría por dos años el que logra el título de la categoría al derrotar a su ex-equipo, también ganó el Campeón de Campeones.

### Cancún Fútbol Club
Para junio de 2023 llegaría al cuadro cancunense.

## Palmarés

### Campeonatos nacionales
| Título                                   | Club                 | Año  |
| ---------------------------------------- | -------------------- | ---- |
| Serie A de México                        | Alacranes de Durango | 2021 |
| Campeón de Campeones                     | Alacranes de Durango | 2022 |
| Liga de Expansión MX                     | Cancún               | 2023 |
| Campeón de Campeones (Liga de Expansión) | Cancún               | 2024 |

### Distinciones individuales
| Distinción                                                     | Año  |
| -------------------------------------------------------------- | ---- |
| Campeón de Goleo del Torneo Clausura Torneo Clausura (9 goles) | 2024 |